# Stenobothrus posthumus
Stenobothrus posthumus är en insektsart som beskrevs av Willy Adolf Theodor Ramme 1931. Stenobothrus posthumus ingår i släktet Stenobothrus och familjen gräshoppor. Inga underarter finns listade i Catalogue of Life.